# Méréville (Meurthe e Mosella)
Méréville è un comune francese di 1 428 abitanti situato nel dipartimento della Meurthe e Mosella nella regione del Grand Est.

## Società

### Evoluzione demografica
Abitanti censiti